# Ipimorpha
Genre
Ipimorpha est un genre de lépidoptères (papillons) nocturnes de la famille des Noctuidae.

## Espèces rencontrées en Europe
- Ipimorpha contusa (Freyer, 1849)
- Ipimorpha retusa (Linnaeus, 1761)
- Ipimorpha subtusa (Denis & Schiffermüller 1775) - Noctuelle soumise